# El Chote, Tantima
El Chote är en ort i Mexiko.   Den ligger i kommunen Tantima och delstaten Veracruz, i den sydöstra delen av landet, 250 km nordost om huvudstaden Mexico City. El Chote ligger 132 meter över havet och antalet invånare är 147.
Terrängen runt El Chote är varierad, och sluttar norrut. Runt El Chote är det ganska glesbefolkat, med 23 invånare per kvadratkilometer. Närmaste större samhälle är Naranjos, 17,5 km öster om El Chote. I omgivningarna runt El Chote växer i huvudsak städsegrön lövskog.